# Kelly at Midnite
Kelly at Midnite — студійний альбом американського джазового піаніста Вінтона Келлі, випущений у 1960 році лейблом Vee-Jay Records. Записаний 27 квітня 1960 року на студії Bell Sound Studios в Нью-Йорку.
Перевиданий на CD під назвою Kelly at Midnight.

## Список композицій
1. «Temperence» (Вінтон Келлі) — 7:32
2. «Weird Lullaby» (Бабс Гонсалес) — 7:12
3. «On Stage» (Руді Стівенсон) — 5:13
4. «Skatin'» (Руді Стівенсон) — 5:51
5. «Pot Luck» (Вінтон Келлі) — 6:53

## Учасники запису
- Вінтон Келлі — фортепіано
- Пол Чемберс — контрабас
- Філлі Джо Джонс — ударні

Технічний персонал
- Сід Маккой — продюсер
- Нет Гентофф — текст до обкладинки
- Чак Стюарт — фотографії обкладинки